# Isabelle Auricoste
Isabelle Auricoste (née en 1941 à Paris) est architecte-paysagiste, écrivain et enseignante.

## Biographie
Étudiante à l'école nationale d'horticulture de Versailles, elle fait partie avec son mari Hubert Tonka et Jean Baudrillard d'un groupe d’intellectuels marxistes réunis autour du philosophe et urbaniste Henri Lefebvre. Elle a enseigné à l'École nationale supérieure du paysage de Versailles où elle a initié un enseignement sur l'histoire de l'art des jardins. Elle enseigne à partir de 1991 à École nationale supérieure d'architecture et de paysage de Bordeaux. Élue locale, elle est présidente du Syndicat Mixte du Pays Ruffecois.
Elle a reçu entre autres le grand prix du paysage en 2000.

## Réalisations paysagères
- restauration du jardin de la maison de George Sand à Nohant-Vic (Indre), en 1991-1992
- Place de la gare TGV de Tours, 1991-1992
- parc du château de Dampierre-sur-Boutonne, 1997
- création, d’un parc à Verteuil-sur-Charente en zone inondable au bord de la Charente, en 1998
- Co-création avec Lionel Hodier du jardin de l'espace Chemins-Bideak à Saint Palais (64) en 2015